# Крещеновка (Карагандинская область)
Крещеновка (каз. Крещеновка) — село в Осакаровском районе Карагандинской области Казахстана. Входит в состав сельского округа Карагайлы. Код КАТО — 355663300.

## Население
В 1999 году население села составляло 260 человек (137 мужчин и 123 женщины). По данным переписи 2009 года, в селе проживало 160 человек (79 мужчин и 81 женщина).